# 角田紗里
角田 紗里（かくた さり、5月26日 - ）は、日本の舞台女優、声優。兵庫県出身。オフィスPACに所属していた。身長152cm。

## 出演作品

### テレビアニメ
2008年
- 名探偵コナン（野次馬）

2009年
- 鋼の錬金術師 FULLMETAL ALCHEMIST（男の子A）

2010年
- スティッチ! 〜いたずらエイリアンの大冒険〜（サンダース）
- 四畳半神話大系（バイト女店員）

2011年
- TIGER & BUNNY（エミリー）

2012年
- LUPIN the Third -峰不二子という女-（踊り子[1]）

### 劇場アニメ
2011年
- とある飛空士への追憶（カナ[2]）

2012年
- チベット犬物語 〜金色のドージェ〜（少年）

### 吹き替え
- アグリー・ベティ4
- アーサー・クリスマスの大冒険
- ER XII 緊急救命室 #6（バリー・ケンドリック〈シェーン・ハボーチャ〉）
- ER XIV 緊急救命室 #17（少年〈ジョシュ・フリッター〉）
- グッド・ワイフ2、3
- クリミナル・マインド2 FBI行動分析課（シェリル）
  - シーズン4（アンドレア）
  - シーズン5 #2
  - シーズン6 #1、6
- クリミナル・マインド 特命捜査班レッドセル #1、13
- ターボ
- デスパレートな妻たち2
- ナース・ジャッキー2
- ハウエルズ家のちょっとおかしなお葬式
- ハリー・ポッターと謎のプリンス
- 犯罪捜査官 アナ・トラヴィス
- フォーリング スカイズ2
- Mr.ブルックス 完璧なる殺人鬼

### 舞台
- 絢爛とか爛漫とか
- 紙屋町さくらホテル
- グリークス
- 守銭奴
- ステージ・ドア
- 青春1945
- 忠臣蔵 第一部（朗読）
- 忠臣蔵 第二部（朗読）
- 忠臣蔵 第三部（朗読）
- 追求（朗読）
- ドラキュラ
- パパは誘拐犯
- ヴァニティーズ
- マクベスの妻と呼ばれた女
- 蠅とり紙
- ホロークラウン/プレジャーアンドリペンタンス